# Willow Spring
Willow Spring (oder Willow Springs) ist eine unincorporated area im südöstlichen Wake County in North Carolina in den Vereinigten Staaten von Amerika. 2007 wohnten dort 11.576 Menschen. Das Frank and Mary Smith House und das Turner and Amelia Smith House, beide im National Register of Historic Places aufgelistet, liegen in Willow Spring.

## Bildung
- Willow Springs Elementary School